# 坦克 (游戏)
《坦克》是由雅达利旗下的Kee Games开发，于1974年11月发售的街机迷宫游戏。
据拉夫·亨利·贝尔称，《坦克》是1974年美国最畅销游戏及1975年美国第二畅销游戏。